# Czissek
Czissek [ˈt͡ɕisɛk], polnisch Cisek ist ein Ort Powiat Kędzierzyńsko-Kozielski der polnischen Woiwodschaft Opole (Oppeln). Es zählt rund 1500 Einwohner und ist Hauptort der Landgemeinde Czissek mit etwa 6500 Einwohnern, die seit 2006 zweisprachig ist (Polnisch, Deutsch).

## Geographische Lage
Die Gemeinde liegt südlich von Kędzierzyn-Koźle zwischen der Oder und der Droga krajowa 45 zwischen Racibórz (Ratibor) und Opole.

## Geschichte

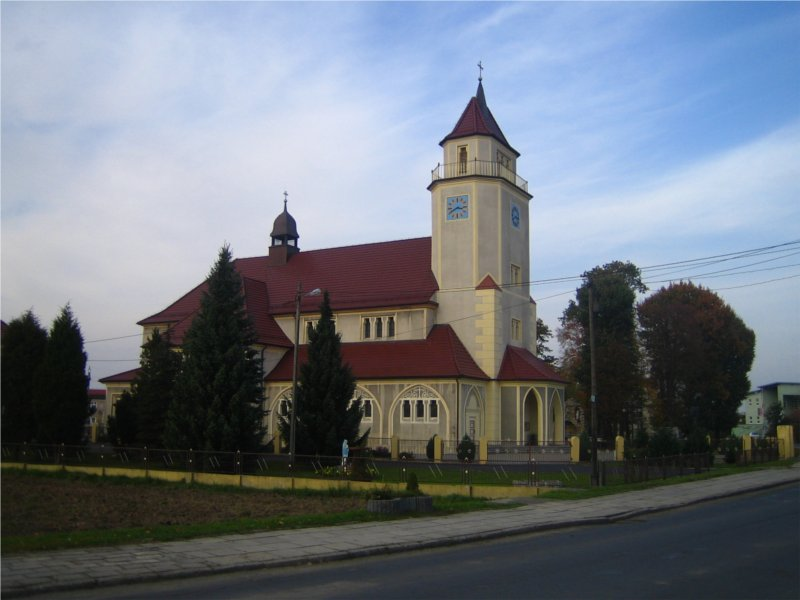
Pfarrkirche von 1927

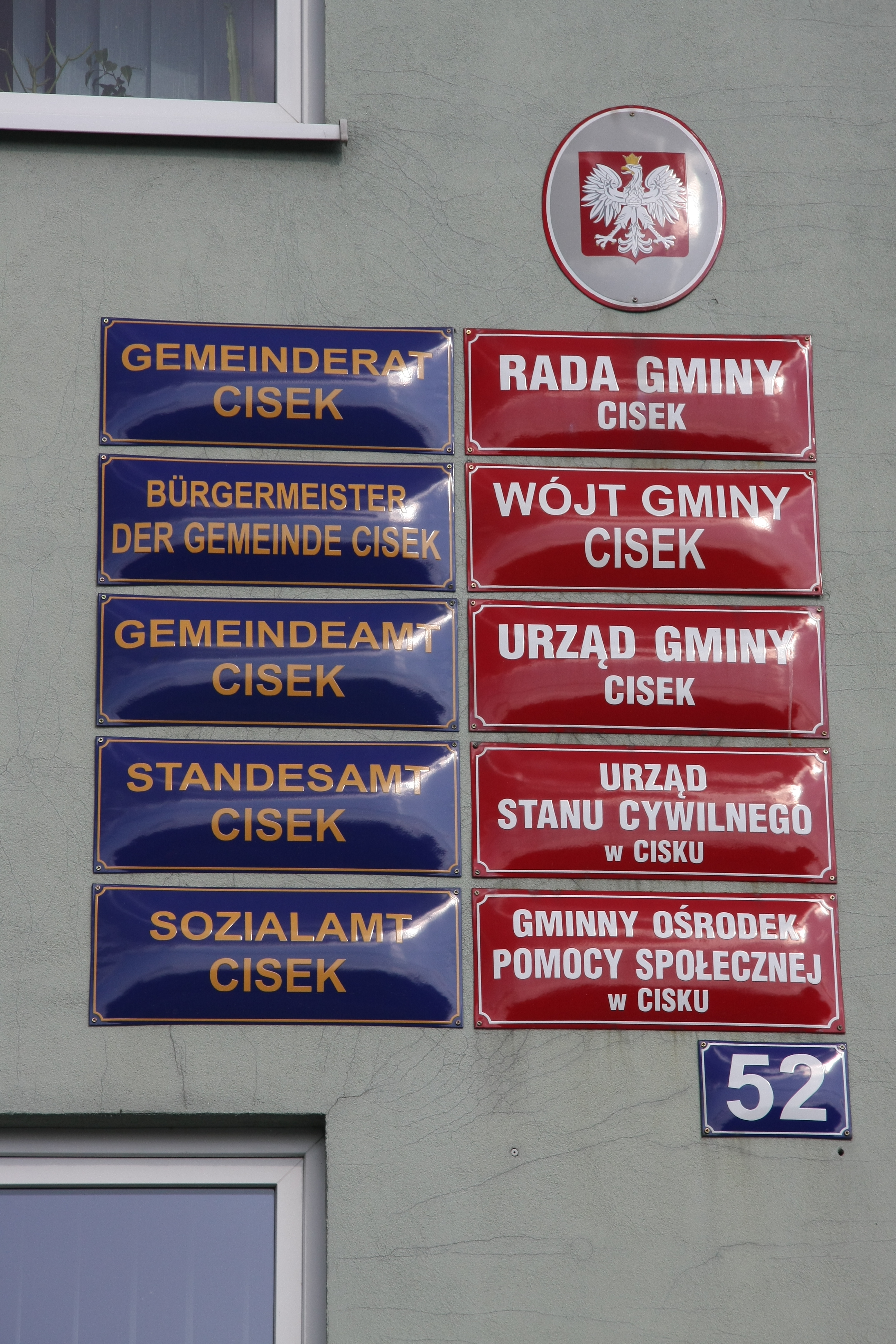
Zweisprachige Beschriftung am Gemeindeamt

Bei der Volksabstimmung in Oberschlesien am 20. März 1921 wurden in Czissek 648 Stimmen (85,3 %) für den Anschluss an Polen abgegeben, 112 Stimmen waren für den Verbleib bei Deutschland. Mit dem Stimmkreis Cosel, der mehrheitlich für Deutschland votiert hatte, verblieb Czissek aber in der Weimarer Republik.
Aus der Gegend wurde nach dem Zweiten Weltkrieg nur ein Teil der Bewohner vertrieben, so dass heute ein großer Teil der Bevölkerung deutschstämmig ist. 2007 führte die Gemeinde Czissek zweisprachige Ortsbezeichnungen ein, 2008 wurden deutschsprachige Ortsschilder neben den polnischen angebracht.

## Gemeinde
Die Gemeinde Czissek unterhält Partnerschaften mit Breitungen/Werra in Thüringen und Körperich in Rheinland-Pfalz.